# 16095 Lorenball
16095 Lorenball este o planetă minoră (asteroid) din centura de asteroizi. A fost descoperită pe 8 octombrie 1999 la Catalina Station⁠(d) de Catalina Sky Survey. 
Obiectul prezintă o orbită caracterizată de o semiaxă mare de 2,3437209 UAi, o excentricitate de 0,06, o înclinație de 6,94514 ° în raport cu ecliptica.